# Jonathan Urretaviscaya
Jonathan Matías Urretaviscaya da Luz, plus connu sous le nom de Urreta, est un footballeur international uruguayen né le 19 mars 1990 à Montevideo. Il évolue au poste de milieu offensif droit ou gauche.

## Biographie

### En club
Il a débuté au River Plate où il a marqué 8 buts en 16 matchs, à seulement 17 ans. Le 2 juillet 2008, il signe dans le club portugais du Benfica Lisbonne, pour 1,26 M€. En juin 2010, il est prêté au Deportivo la Corogne.

### En sélection
Jonathan Urretavizcaya disputa sa première compétition avec l'Uruguay lors des Jeux Olympiques 2012 à Londres. Il commença sa carrière internationale le 29 mars 2017 lors d'une rencontre face au Pérou comptant pour les éliminatoires du mondial 2018 soldée par une défaite 2-1. 
En juin 2018, il est sélectionné par Óscar Tabárez pour participer à la Coupe du Monde 2018, mais il n'y joue aucun match. Les uruguayens seront sortis en quarts-de-finale par la France, future championne du monde.

## Palmarès
- Benfica Lisbonne
  - Vainqueur du Championnat du Portugal : 2010
  - Vainqueur de la Coupe de la Ligue du Portugal : 2009, 2010
- CA Peñarol
  - Vainqueur du Tournoi de Clôture d'Uruguay : 2010
- CF Pachuca
  - Vainqueur de la Ligue des champions de la CONCACAF 2016-2017

- 1 sélection